# 16248 Fox
A 16248 Fox (ideiglenes jelöléssel 2000 HT13) a Naprendszer kisbolygóövében található aszteroida. A LINEAR projekt keretében fedezték fel 2000. április 28-án.